# Política d'apaivagament
L'apaivagament en un context internacional és una política diplomàtica de fer concessions polítiques, materials o territorials a una potència agressiva per tal d'evitar conflictes. El terme s'aplica amb més freqüència a la política exterior dels governs del Regne Unit dels primers ministres Ramsay MacDonald (en el càrrec: 1929–1935), Stanley Baldwin (en el càrrec: 1935–1937) i (sobretot) Neville Chamberlain (en el càrrec: 1937–1940) cap a l'Alemanya nazi (a partir de 1933) i la Itàlia feixista (establerta el 1922) entre 1935 i 1939. Sota la pressió anglesa, l'apaivagament del nazisme i el feixisme també va tenir un paper en la política exterior francesa de l'època, però sempre va ser molt menys popular que a Anglaterra.
A principis de la dècada de 1930, les concessions pacificadores eren àmpliament considerades desitjables, a causa de la reacció contra la guerra al trauma de la Primera Guerra Mundial (1914-1918), reflexions sobre el tracte reivindicatiu percebut per part d'Alemanya al Tractat de 1919 De Versalles, i la percepció que el feixisme era una forma útil d'anticomunisme. Tanmateix, en el moment del Pacte de Múnic —conclòs el 30 de setembre de 1938 entre Alemanya, el Regne Unit, França i Itàlia— es van oposar a aquesta política el Partit Laborista, alguns dissidents conservadors com el futur primer ministre Winston Churchill, el secretari d'Estat per a la Guerra Duff Cooper, i el futur primer ministre Anthony Eden. L'apaivagament va ser molt recolzat per la classe alta britànica, incloent-hi la reialesa, les grans empreses (radicades a la City de Londres), la Cambra dels Lords i mitjans com la BBC i The Times.
A mesura que creixia l'alarma sobre l'augment del feixisme a Europa, Chamberlain va recórrer a intents de censura de notícies per controlar l'opinió pública. Va anunciar amb confiança després de Múnic que havia assegurat "la pau per al nostre temps".
Acadèmics, polítics i diplomàtics han debatut intensament les polítiques d'apaivagament dels anys trenta durant més de vuitanta anys. Les valoracions dels historiadors han anat des de la condemna per permetre que l'Alemanya de Hitler es fes massa forta, fins al judici que Alemanya era tan forta que podria guanyar una guerra i que l'ajornament d'un enfrontament era en els millors interessos del seu país.